# Конструкційна міцність
Конструкці́йна мі́цність (англ. structural strength) — міцність матеріалу конструкції з урахуванням конструкційних, технологічних і експлуатаційних чинників.
Висока міцність сама по собі ще не є достатнім показником якості матеріалу і його придатності для виготовлення тієї чи іншої конструкції. Для забезпечення працездатності матеріалу необхідне поєднання достатньо високих показників міцності, пластичності, ударної в'язкості, в'язкості руйнування, низького значення температурного порогу крихкості тощо. У зв'язку з цим у сучасній техніці разом із показниками міцності, отриманими при стандартних випробуваннях зразків, які є характеристикою так званої загальної міцності матеріалу, використовують таке поняття, як конструкційна міцність, під якою розуміють комплекс показників, що визначають працездатність матеріалу в конкретній конструкції за даних умов експлуатації. 

## Загальні поняття
В результаті механічних випробувань стандартизованих зразків матеріалів з використанням випробувальних машин отримують такі характеристики:
- силові (границя пропорційності, границя пружності, границя текучості, границя міцності, границя тривалої міцності, границя витривалості);
- деформаційні (відносне видовження, відносне звуження);
- енергетичні (ударна в'язкість).

Усі вони характеризують загальну міцність матеріалу незалежно від призначення конструкції та умов експлуатації. Високі експлуатаційні характеристики деталі можуть бути забезпеченими за умови врахування усіх особливостей, що мають місце у процесі роботи деталі, і визначають її конструкційну міцність.
Конструкційна міцність — це складне поняття, що вміщує як характеристики самого матеріалу, так і надійність та довговічність його роботи в реальній конструкції. Невідповідність між конструкційною міцністю і міцністю матеріалу, що визначена на зразку з використанням випробних машин, залежить від:
- форми та розмірів деталі (наявністю джерел концентрації напружень: отворів, нарізі, рівців тощо);
- різних механізмів руйнування матеріалу деталі;
- стану матеріалу у поверхневих шарах деталі;
- анізотропії властивостей матеріалу;
- характеристик середовища, що контактує з поверхнями деталі тощо.

Конструкційну міцність оцінюють на основі розрахунків, використовуючи методи теорій пружності, пластичності, повзучості і витривалості матеріалів, методи механіки руйнування. Вдаються й до експериментальних досліджень. Конструкційна міцність — одна з основних характеристик конструкційних матеріалів.

## Складові конструкційної міцності
Конструкційна міцність може визначається чотирма основними критеріями: механічною жорсткістю конструкції, міцністю матеріалу, надійністю і довговічністю конструкції.
Жорсткість конструкції — властивість конструкції чинити опір деформуванню; фізико-геометрична характеристика поперечного перерізу елемента конструкції. При простих деформаціях у межах дії закону Гука закону жорсткість визначається як добуток модуля Юнга (E) на ту чи іншу геометричну характеристику поперечного перерізу елемента (на площу поперечного перерізу — при розтягу-стиску і деформації зсуву, на осьовий момент інерції — при згині тощо). Величина, обернена жорсткості називається піддатливістю. В авіаційній і ракетній техніці часто оцінюють питому жорсткість — відношення жорсткості до густини матеріалу конструкції.
Міцність — здатність матеріалу витримувати напруження без руйнування. Така міцність залежить від структури матеріалу, форми і розмірів тіла, виду напруженого стану (розтягу-стиску, згину, зсуву, кручення тощо), особливостей навантажування, температури, впливу навколишнього середовища, стану поверхні та ін. Характеристики міцності визначають в результаті статичних випробувань на розтяг (границя міцності, границя витривалості, границя текучості). Як і у випадку механічної жорсткості враховують густину і часто оперують поняттям питомої міцності. Модуль Юнга і границя текучості є розрахунковими характеристиками, що визначають допустиме навантаження.
Надійність конструкції — властивість об'єкта зберігати у часі в установлених межах значення всіх параметрів, які характеризують здатність виконувати потрібні функції в заданих режимах та умовах застосування, технічного обслуговування, зберігання та транспортування. Надійність виробів визначається, з одного боку, властивостями самих виробів (конструктивними факторами, якістю складання, зварювання, виготовлення, обслуговування тощо) з іншого боку — властивостями матеріалу. Властивості матеріалів чинять вирішальний вплив на надійність виробів.
Показники надійності визначають здебільшого розрахунками, випробуваннями (визначальними, контрольними, прискореними, неруйнівними, зокрема з використанням даних, що одержані методами дефектоскопії та інтроскопії), моделюванням на ЕОМ, статистичною обробкою даних про експлуатаційні відмови.
Критеріями, що визначають надійність конструкції є температурні пороги холодноламкості матеріалу, опір поширенню тріщин, ударна в'язкість, характеристики пластичності, повзучість тощо.
Надійність виробів підвищують оптимальним використанням фізико-хімічних властивостей конструкційних матеріалів, конструктивними рішеннями (наприклад, методами резервування й надлишковості). Вдаються також до досконаліших способів виготовлення, складання, контролю і випробування виробів, забезпечують належні умови експлуатації, технічного обслуговування, ремонту, зберігання і транспортування виробів.
Довговічність конструкції — властивість об'єкта виконувати потрібні функції до переходу у граничний стан при встановленій системі технічного обслуговування та ремонту.
Довговічність залежить від умов експлуатації і обумовлюється:
- зносостійкістю в умовах тертя;
- станом поверхні;
- корозійною стійкістю матеріалу;
- міцністю при втомі;
- живучістю матеріалу тощо.

## Принципи вибору критеріїв конструктивної міцності
Загальними принципами вибору критеріїв для оцінки конструкційної міцності є аналогія:
- виду напруженого стану у випробувальних зразках та виробах;
- умов випробування зразків і умов експлуатації (температура, середовище, порядок навантаження тощо);
- характеру руйнування та виду зламу у зразку та виробі.